# Добрунов Григорій Тимофійович
Григорій Тимофійович Добрунов (рос. Григорий Тимофеевич Добрунов; 21 січня 1921 — 27 серпня 2014, Москва) — полковник Радянської Армії, учасник Великої Вітчизняної війни та придушення Угорської революції 1956 року, Герой Радянського Союзу (1956).

## Життєпис
Григорій Добрунов народився 21 січня 1921 року у селі Козичьово (нине — Яковлівський район Бєлгородської області) у родині селянина. У 1939 році закінчив два курси Харківського інституту фізичної культури. У березні 1939 року Добрунов був призваний на службу у Робітничо-селянську Червону Армію. Проходив службу на Далекому Сході. У 1941 році Добрунов закінчив Владивостоцьке піхотне училище. З червня 1942 року — на фронтах Великої Вітчизняної війни. Брав участь у боях на Воронезькому, Південно-Західному, 1-му Українському фронтах. Брав участь у Сталінградській та Курській битвах, битві за Дніпро, визволенні Києва, Вісло-Одерській та Берлінській операціях. У 1942 році був важко поранений.
До 1956 року гвардії підполковник Григорій Добрунов командував 99-м окремим розвідувальним батальйоном 2-ї гвардійської механізованої дивізії Особливого корпусу радянських військ в Угорській Народній Республіці. Особливо відзначився під час придушення Угорської революції.
24 жовтня 1956 року батальйон Добрунова, у складі якого знаходились 16 танків, 90 мотоциклів та декілька бронетранспортерів, з боями прорвався у Будапешт. У боях з повстанцями батальйон запобіг спробі захоплення будівлі Генерального штабу Угорської Народної Армії, прорвав оточення будівлі штабу радянського командування. Саме бійці батальйону Добрунова виявили місцезнаходження центру повстання — приміщення кінотеатру «Корвін» на проспекті Юлле. Також бійці батальйону виявили та захопили резидента ЦРУ США. Батальйон вів вуличні бої до 30 жовтня 1956 року, коли радянські війська були виведені з міста. 4 листопада при повторному введенні у Будапешт радянських військ батальйон знову брав активну участь у розгромі та роззброєнні повстанців.
Указом Президії Верховної Ради СРСР від 18 грудня 1956 року за «мужність та відвагу, проявлені при виконанні військового обов'язку» гвардії підполковник Григорій Добрунов був удостоєний високого звання Героя Радянського Союзу з врученням ордену Леніна та медалі «Золота Зірка» за номером 10795.
Продовжував службу у Угорщині. У 1962 році у званні полковника Добрунов вийшов у відставку. Помер 27 серпня 2014 року.
Був також нагороджений двома орденами Червоного Прапора, орденами Суворова 3-го степеня, Вітчизняної війни 1-й и 2-й ступенів, двома орденами Червоної Зірки, а також рядом медалей.